# جندب أشحب الجناح
جندب أشحب الجناح (الاسم العلمي Trimerotropis pallidipennis)، نوع حشرات من جنادب الفرقة المجنحة وينتمي إلى الفصيلة الجرادية. ينتشر في الصحراء الغربية في أمريكا الشمالية إلى كولومبيا البريطانية حتى الأرجنتين. وينشط بشكل ملحوظ خلال أشهر الصيف.